# بخش زورینوگولوفسکی
بخش زورینوگولوفسکی (به لاتین: Zverinogolovsky District) یک منطقهٔ مسکونی در روسیه است که در استان کورگان واقع شده‌است.